# Kajan
Kajan è una frazione del comune di Belsh in Albania (prefettura di Elbasan).
Fino alla riforma amministrativa del 2015 era comune autonomo, dopo la riforma è stato accorpato, insieme agli ex-comuni di Fierzë, Grekan e Rrasë a costituire la municipalità di Belsh.

## Località
Il comune era formato dall'insieme delle seguenti località:
- Kajan
- Dragot
- Lisaj
- Dragot-Dumre
- Gjinuk
- Gjolen
- Turbull
- Cestije
- Merhoj
- Driza